# Wilhelm Stülten
Wilhelm Stülten (* 26. November 1902 in Bützfleth; † 10. Februar 1972 in Stade) war ein deutscher Politiker (DP, CDU) und Mitglied des Niedersächsischen Landtages.

## Leben
Stülten stammt aus einer seit dem 16. Jahrhundert nachweisbaren Bauernfamilie. Er absolvierte seinen Volksschulbesuch von 1908 bis 1917 und begann im Anschluss eine Lehre als Detailkaufmann in der Textilbranche von 1917 bis 1920 in Altenbruch bei Cuxhaven. Für die Dauer von drei Jahren besuchte er dann die Handelsschule und legte die Abschlussprüfung erfolgreich ab. Von 1920 bis 1924 war er als kaufmännischer Gehilfe in Mecklenburg und Pommern tätig. Danach war er selbständiger Einzelhandelskaufmann von 1924 bis 1935. Seit 1935 war er in einer Großhandlung in Kurz- und Papierwaren in Stade beschäftigt. Stülten war Vorstandsmitglied der Industrie- und Handelskammer in Stade. Ferner war er Vorstandsmitglied des Großhandelsbundes Niedersachsen in Hannover. 
Er war Mitglied des Niedersächsischen Landtages der 2. Wahlperiode vom 17. April 1953 bis 5. Mai 1955. 